# Condado de Walworth (Wisconsin)
O Condado de Walworth é um dos 72 condados do Estado americano do Wisconsin. A sede do condado é Elkhorn, e sua maior cidade é Elkhorn. O condado possui uma área de 1 493 km² (dos quais 55 km² estão cobertos por água), uma população de 93 759 habitantes, e uma densidade populacional de 65 hab/km² (segundo o censo nacional de 2000). O condado foi fundado em 1836.